# Погодинская изба
Пого́динская изба́ — историческое здание на Девичьем поле в Москве, построенное по проекту архитектора Николая Никитина в дар историку и коллекционеру Михаилу Погодину на средства предпринимателя Василия Кокорева. Представляет собой высокий деревянный сруб, оформленный в традициях народного деревянного зодчества. Постройка этой избы дала толчок развитию русского стиля в архитектуре XIX столетия и в значительной степени сформировала его направление. Оказало значительное влияние на развитие русского стиля середины-конца XIX века.
Изначально здание являлось флигелем обширной усадьбы, которая была разрушена при бомбардировках Москвы во время Великой Отечественной войны. С середины XX века избу занимало региональное отделение ВООПИК, затем музей «Слово о полку Игореве», позднее — офис строительной фирмы. В 2018 году правительство Москвы объявило о планах провести комплексную реставрацию здания и приспособить его к современному использованию как «дом для переговоров».

## История

### Первые владельцы
В начале XVIII века земля будущей усадьбы Погодина являлась частью владения Новодевичьего монастыря. С 1747 года была отчуждена в пользу Марии Михайловны Головиной, супруги генерал-майора И. И. Головина. Земельное владение простиралось на всей территории современных участков 10, 12 и 14 по Погодинской улице. Господский дом представлял собой одноэтажное деревянное здание, длинный фасад в семь окон выходил на красную линию улицы. Рядом находились флигель и хозяйственные постройки, также в имении были пруд и обширный сад. В декабре 1808 года усадьбу выкупил князь Дмитрий Михайлович Щербатов. Известно, что у него нередко гостили Михаил и Пётр Чаадаевы, а также будущие декабристы Иван Якушкин и Фёдор Шаховской.

### Усадьба Погодина
В декабре 1835 года усадьбу князя Щербатова выкупил славянофил, академик и издатель Михаил Погодин. При нём анфиладу всего первого этажа главного особняка заняли рабочий кабинет и «древлехранилище» — коллекция исторических ценностей, книг и документов, которую он собирал с начала 1830-х годов. Флигель занимал частный пансион, ученики которого готовились к поступлению в университет.
Михаил Погодин увлекался литературой и свыше 15 лет издавал журнал «Москвитянин». С 1835 года усадьба на Девичьем поле стала центром литературной жизни столицы, среди постоянных гостей которого были писатели Сергей Аксаков, Фёдор Тютчев, Лев Толстой, Алексей Писемский, Михаил Лермонтов, Пётр Вяземский, Михаил Загоскин, Александр Островский и многие другие. В «Погодинском доме» проходили также театральные вечера, встречались кружки славянофилов, историков и прочих представителей научного мира. Николай Гоголь жил в усадьбе годами: именно в гостях у Погодина он работал над произведениями «Тарас Бульба» и «Портрет», впервые читал на публику «Мёртвые души».

### Погодинская изба
Погодинская изба была построена в 1856 году по проекту архитектора Николая Никитина на средства промышленника Василия Кокорева. Известный меценат Кокорев много лет дружил с Погодиным и преподнёс ему такой подарок как дань уважения за вклад в изучение истории Древней Руси. Здание расположили справа от главного усадебного дома. При строительстве избы Михаил Погодин предполагал, что она окажется фактически в центре коронационных торжеств Александра II, которые, как предполагалось, должны были состояться на Девичьем поле. Однако в итоге их было решено провести из соображений безопасности на Ходынском поле. Хотя здание использовалось как гостевой флигель и хранилищем предметов из обширной коллекции Погодина, сам он в письмах писал, что думал о размещении в избе рабочего кабинета или спальни: «…Не знаю, не перейду ли заниматься в избу, а может и ночевать»..
Для Николая Никитина Погодинская изба стала первой самостоятельной постройкой. Опыт проектирования рубленых русских изб он приобрел во время учебы в Московском дворцовом архитектурном училище, где одним из его учителей был Михаил Быковский, ранее уже строивший подобные здания в русском стиле по заказам состоятельных москвичей. Общая стоимость постройки составила в 2200 рублей серебром, из которых гонорар Николая Никитина составил 95 рублей.
Сруб из тёса имеет в плане размер 11,9×6,5 м и выполнен «в обло», установлен на невысокий кирпичный фундамент. Со стороны двора к срубу прилегает деревянная пристройка. В отличие от традиционных крестьянских изб, дом Погодина отличают «вытянутые» пропорции. Второй этаж занимает светёлка с балконом, у конька крыши установлен декоративный дымоход.
Графиня Евдокия Ростопчина писала хозяину дома:
Что ваша новая книга из брёвен? Я слышу, что она заменила «Москвитянина» и Мстиславов Ростиславичей, и все прежние ваши страсти.
Наиболее интересным с архитектурной точки зрения является ажурная резьба, украшающая фасады: наличники, «полотенца», ставни, подзоры, фриз. Изба не была окрашена, накладные элементы также сохраняли цвет натурального дерева. Только фризы второго этажа были расписаны растительными узорами. В советское время исследователи считали, что декоративные элементы Никитин взял из атласа типовых проектов крестьянских поселений, который по указу Николая I разработали Константин Тон, Александр Кракау и Александр Резанов. По другой версии, эскизы для резьбы создал и передал Никитину художник-любитель князь Григорий Гагарин. Более поздние исследователи находили связь декора Погодинской избы с мотивами народного творчества жителей Поволжья. Современные искусствоведы полагают, что резьба и узоры не были заимствованы в прямом смысле, а стали собирательным образом, переосмыслением всех вышеперечисленных источников. Из документов из фонда Никитина, изученных в 2020 году, следует, что «…украшения окон и столбики террасы со стороны сада взяты с древней избы близ Мурома времен имп. Петра I; ныне не существующей». Предположительно, речь может идти о постройках в селе Карачарове, сведения о которых Михаил Погодин собрал лично во время путешествия в Муром в 1847 году вместе с графом Алексеем Уваровым.
Историк и публицист Скальковский называл избу Погодина прародительницей новой ветви русского стиля в архитектуре, противопоставлявшейся направлению, которое задали типовые образцы Константина Тона. Все постройки 1870—1880-х годов в значительной мере опирались на идеи Никитина, реализованные в Погодинской избе.

### Последующие владельцы
После смерти Михаила Погодина усадьбу унаследовал младший сын Иван, от него — супруга Анна Петровна, в девичестве Оболенская. В этот период имение разделили на пять частей и распродали. Главный особняк заняла частная психиатрическая клиника Фёдора Александровича Саввей-Могилевича, одним из пациентов которой был Михаил Врубель. Постепенно окрестности застроили корпусами медицинского факультета Московского университета (современного имени Сеченова).
Во время бомбардировок Москвы в 1941 году главный дом и все хозяйственные постройки были разрушены, после окончания войны их разобрали. Изба осталась единственным уцелевшим зданием из всего усадебного ансамбля.
В 1972 году избу отреставрировало ВООПИК, тогда фасад был окрашен в светло-серый цвет, а росписи фризов стали разноцветными. После окончания работ в здании разместили московский филиал общества, проводились лекции и выставки. С конца 1970-х до конца 1980-х избу занимал музей «Слово о полку Игореве» под руководством Игоря Кобзева. Следующая реставрация проходила в 1999-м.
До 2014 года в избе находился офис строительной фирмы, хотя здание не было подключено к инженерным коммуникациям. К 2018-му цоколь просел так, что продухи (специальные вентиляционные отверстия) частично опустились ниже уровня отмостки. Также были утрачены некоторые накладные украшения фасада, изменён рисунок ставень, дымоход заменён имитацией, не сохранились оригинальная печь и отделка интерьеров.
По данным на 2018 год здание выведено из эксплуатации и передано Агентству по управлению и использованию памятников истории и культуры. Согласно опубликованной на сайте правительства Москвы документации, в избе собираются сделать «Дом для переговоров»:

…Для проведения переговоров и деловых встреч. Таким образом, на первом этаже предполагается разместить: обеденный зал с выделенной зоной кухни, переговорную, а так же технические помещения: сан.узел, прачечную и электрощитовую. На втором этаже проектом предусмотрено размещение двух раздельных спален с собственным сан.узлом и душевой, так же предусмотрено устройство пункта видеонаблюдения.
Реставрация назначена на 2019 год, облик избы планируют восстановить по архивным фотографиям начала XX века.